# Mattias Lindström
Karl Mattias Lindström (Helsingborg, Suecia, 18 de abril de 1980) es un exjugador y actual entrenador de fútbol sueco. En su etapa como jugador profesional se desempeñaba como centrocampista. Actualmente es entrenador asistente del Degerfors IF de la Superettan, segunda división del fútbol sueco.

## Trayectoria
Debutó con el Helsingborgs IF en 1997 y jugó ocho temporadas antes de trasladarse a Dinamarca para jugar en el Aalborg BK. Jugó para el FC Wacker Innsbruck en 2008. Fichó por el SV Mattersburg en junio de 2008 y permaneció en el club hasta marzo de 2009, antes de que se terminara su contrato. A partir de entonces, Lindström firmó con el GAIS. En enero de 2010, regresó al Helsingborgs IF y firmó un contrato de tres años. En 2016, fichó por el Ödåkra IF, donde terminaría retirándose. 
En 2017, comienza su carrera como entrenador dirigiendo al Tvååkers IF. También dirigió al Eskilsminne IF entre 2019 y 2020. En 2020, volvió a dirigir al Tvååkers IF. Entre 2021 y 2023, trabajó en el Helsingborgs IF en distintos cargos (entrenador principal, interino, asistente y entrenador del equipo sub-21). Desde 2024, es entrenador asistente del Degerfors IF.

## Selección nacional
Fue internacional con la selección sueca en 3 ocasiones.

### Participaciones en Eurocopas
| Copa                    | Sede   | Resultado      |
| ----------------------- | ------ | -------------- |
| Eurocopa Sub-18 de 1999 | Suecia | Fase de grupos |

## Clubes

### Como jugador
| Club                | País      | Año       |
| ------------------- | --------- | --------- |
| Helsingborgs IF     | Suecia    | 1997-2004 |
| Aalborg BK          | Dinamarca | 2004-2007 |
| FC Wacker Innsbruck | Austria   | 2008      |
| SV Mattersburg      | Austria   | 2008-2009 |
| GAIS                | Suecia    | 2009      |
| Helsingborgs IF     | Suecia    | 2010-2015 |
| Ödåkra IF           | Suecia    | 2016      |

### Como entrenador
| Club                        | País   | Año       |
| --------------------------- | ------ | --------- |
| Tvååkers IF                 | Suecia | 2017-2018 |
| Eskilsminne IF              | Suecia | 2019-2020 |
| Tvååkers IF                 | Suecia | 2020      |
| Helsingborgs IF sub-21      | Suecia | 2021-2022 |
| Helsingborgs IF (asistente) | Suecia | 2021-2022 |
| Helsingborgs IF             | Suecia | 2022-2023 |
| Degerfors IF (asistente)    | Suecia | 2024-     |

## Palmarés

### Campeonatos nacionales
| Título              | Club            | País      | Año  |
| ------------------- | --------------- | --------- | ---- |
| Allsvenskan         | Helsingborgs IF | Suecia    | 1999 |
| Superligaen         | Aalborg BK      | Dinamarca | 2008 |
| Copa de Suecia      | Helsingborgs IF | Suecia    | 2010 |
| Allsvenskan         | Helsingborgs IF | Suecia    | 2011 |
| Copa de Suecia      | Helsingborgs IF | Suecia    | 2011 |
| Supercopa de Suecia | Helsingborgs IF | Suecia    | 2011 |
| Supercopa de Suecia | Helsingborgs IF | Suecia    | 2012 |